# Sestao River Club
Il Sestao River Club è una società calcistica con sede a Sestao, nei Paesi Baschi, in Spagna. Gioca nella Primera División RFEF, la terza serie del campionato spagnolo.
È considerato un club storico del calcio spagnolo, in quanto è stato fondato nel 1996 sulle ceneri del Sestao Sport Club (anno di fondazione 1916), scomparso per problemi economici.

## Stagioni
| Stagione | Categoria         | Posizione |
| -------- | ----------------- | --------- |
| 1996/97  | 2ª Regional       | —         |
| 1997/98  | 1ª Regional       | —         |
| 1998/99  | Division de Honor | -         |
| 1999/00  | 3ª                | 6°        |
| 2000/01  | 3ª                | 3°        |
| 2001/02  | 3ª                | 2°        |
| 2002/03  | 3ª                | 8°        |
| 2003/04  | 3ª                | 1°        |
| 2004/05  | 2ªB               | 18°       |
| 2005/06  | 3ª                | 1°        |

| Stagione | Categoria | Posizione |
| -------- | --------- | --------- |
| 2006/07  | 2ªB       | 5°        |
| 2007/08  | 2ªB       | 10°       |
| 2008/09  | 2ªB       | 15°       |
| 2009/10  | 2ªB       | 17°       |
| 2010/11  | 3ª        | 3°        |
| 2011/12  | 2ªB       | 10°       |
| 2012/13  | 2ªB       | 12°       |
| 2013/14  | 2ªB       | 1°        |
| 2014/15  | 2ªB       |           |

## Partecipazioni ai campionati

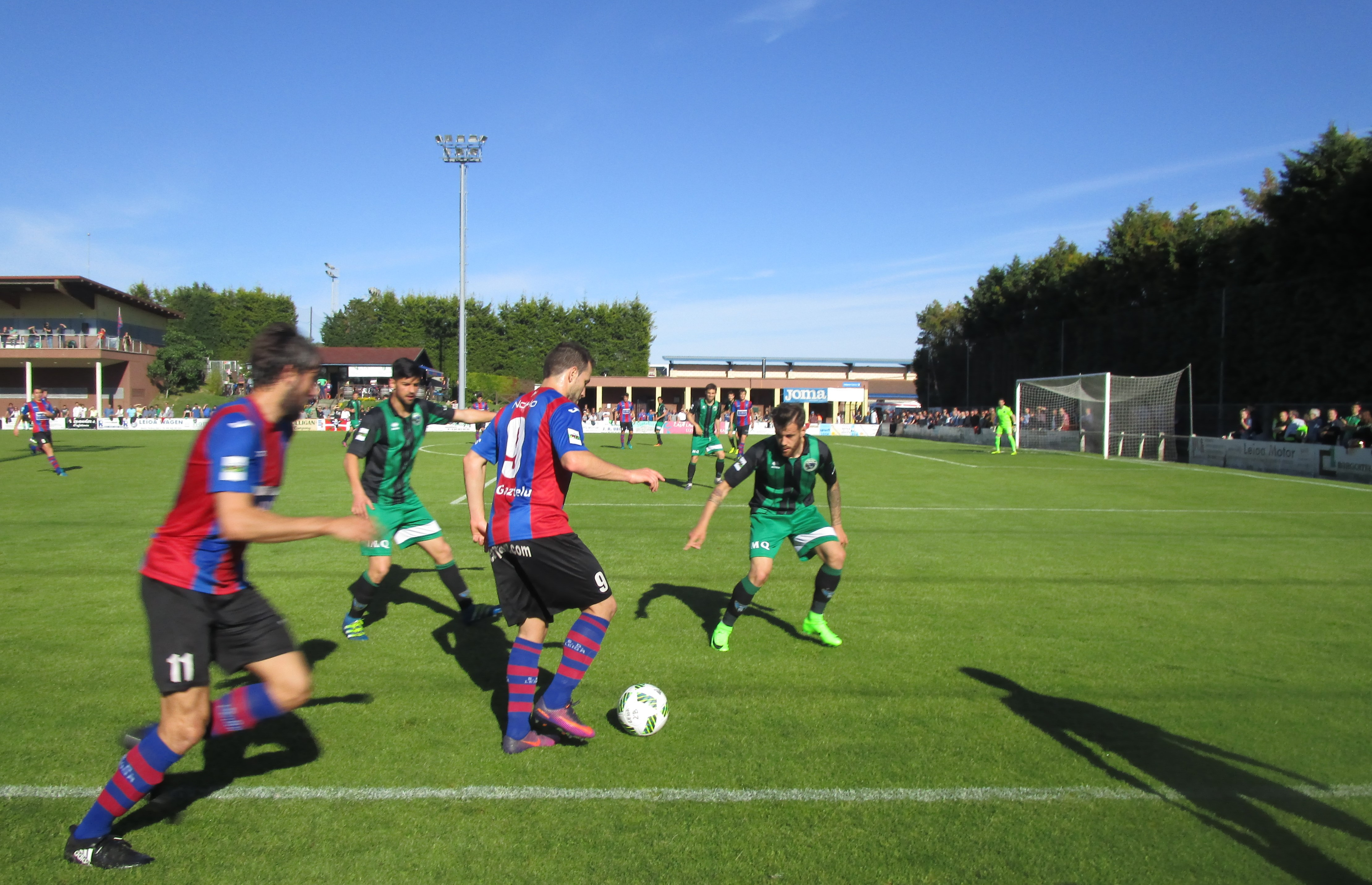
Contro la Sociedad Deportiva Leioa, a 2017

- 17 stagioni in Segunda División
- 10 stagioni in Segunda División B
- 30 stagioni in Tercera División

## Palmarès

### Competizioni nazionali
- Segunda División B: 1

2013-2014
- Tercera División: 2

2003-2004, 2005-2006
- Segunda Federación: 1

2022-2023 (gruppo 2)

### Altri piazzamenti
- Tercera División:

Secondo posto: 2001-2002, 2018-2019, 2019-2020
Terzo posto: 2000-2001, 2010-2011

## Rosa attuale
| N. |                   | Ruolo | Calciatore        |
| -- | ----------------- | ----- | ----------------- |
|    | Spagna (bandiera) | P     | Iago Herrerín     |
|    | Spagna (bandiera) | P     | Igor Etxebarrieta |
|    | Spagna (bandiera) | P     | Raúl Domínguez    |
|    | Spagna (bandiera) | D     | Sergio Rodríguez  |
|    | Spagna (bandiera) | D     | Ander Artabe      |
|    | Spagna (bandiera) | D     | Álex Cacho        |
|    | Spagna (bandiera) | D     | Egoitz Jaio       |
|    | Spagna (bandiera) | D     | Fernando Resines  |
|    | Spagna (bandiera) | D     | Fernando Cabero   |
|    | Spagna (bandiera) | D     | Mikel Méndez      |

| N. |                    | Ruolo | Calciatore        |
| -- | ------------------ | ----- | ----------------- |
|    | Spagna (bandiera)  | C     | Ander Lafuente    |
|    | Spagna (bandiera)  | C     | Alex Maestresalas |
|    | Spagna (bandiera)  | C     | Dani Guerrero     |
|    | Spagna (bandiera)  | C     | David Medina      |
|    | Spagna (bandiera)  | C     | Eneko Rubio       |
|    | Spagna (bandiera)  | A     | Jito              |
|    | Francia (bandiera) | A     | Guillaume Khous   |
|    | Francia (bandiera) | A     | Yacine Quasmi     |
|    | Spagna (bandiera)  | A     | Ricki             |